# NGC 3959
NGC 3959 este o galaxie spirală situată în constelația Cupa. A fost descoperită în 19 mai 1881 de către Ernst Wilhelm Tempel. Se află la o distanță de 83,21 de megaparseci de Pământ.